# Гратиешты
Гратиешты (также Грэтиешть; рум. Grătieşti) — коммуна в Молдавии, в составе сектора Рышкановка муниципия Кишинёв. В состав коммуны входят сёла Гратиешты и Гульбоака (в прошлом оба — еврейские земледельческие колонии).В 2005 году в коммуне Грэтиештах произошёл прорыв дамбы.

## Известные гратиештцы
- Брагиш, Думитру — молдавский политик, премьер-министр Молдавии в 1999—2001 гг.